# Faust Sonnengesang
Faust Sonnengesang ist eine Filmreihe des deutschen Autors Werner Fritsch, in der er Sinnes- und Stimmungsbilder verschiedenster Regionen und Menschen aufnahm.

## Handlung
Das Filmgedicht stellt Goethes Formel auf den Kopf und öffnet Fausts Material, den deutschen Mythos schlechthin, im Zeichen der Aufklärung, dessen Symbol die Sonne ist. Der 24-Stunden-Lauf der Sonne entspricht der Gesamtdauer des Films. Faust Sonnengesang ist der Versuch, den deutschen Faust-Stoff zur Welt hin zu öffnen. Bildlich gesprochen und wörtlich genommen, gleicht jeder Finger dieser geöffneten Faust einem Kontinent – und einem Medium: Filmgedicht/Langpoem/Hörgedicht/Theater/Installation. Jeder Finger entspricht einem Kontinent und berührt jeden Kontinent. Faust Sonnengesang ist der Versuch – gegen jeden herrschenden gesunden Menschenverstand – wieder eine bestimmte menschliche Vision oder zumindest erfüllte Momente aufrechtzuerhalten. Diese Vision stammt aus der Beobachtung der Welt mit offenen Augen – ein vorherrschender Aspekt in jedem Faust-Mythos.

### Faust Sonnengesang I
Faust Sonnengesang I ist die Ouvertüre. Es ist ein Versuch, den neuesten Film bewusst zu gestalten. Der neueste Film ist der Film, der ausgeht, wenn wir unsere Augen für immer schließen. Das Ego dieses Films, das für jeden repräsentativ ist, der ihn sieht, sieht natürlich Bilder seines eigenen Lebens, Bilder seiner eigenen Träume und Albträume.

### Faust Sonnengesang II
Faust Sonnengesang II identifiziert Europa als Mittelpunkt. Europa, das durch seine dauerhaften Verbindungen zu den anderen Kontinenten verstärkt wird. Der Film bringt seine beiden Hauptbewegungen in einen Dialog – die Entdeckung vergangener Zeichen und die Wiederentdeckung zeitgenössischer Zeichen. Es stützt sich auf die reichen Materialien in europäischen Städten mit mehreren Schichten der Geschichte – wie Köln, Rom oder Paris.

### Faust Sonnengesang III
Faust Sonnengesang III ist ein Roadmovie: eine Überquerung der amerikanischen Kontinente voller Erinnerungen an amerikanische Bilder, Lieder und Literatur, die unser Leben von Jugend an geprägt haben. Wie die Western bei Wenzel, der alte Knecht, der glaubte, sie könnten vom Fernsehen (Peter Simonischek) oder den Hollywood-Bibelfilmen im Internat bis zur Fernsehserie (Lassie, Fury) schauen oder sogar schießen, Bonanza und die Eindrücke von Walt Whitman oder William Faulkner (Gerd Lohmeyer), die Lieder von Bob Dylan oder Nico (Corinna Harfouch), der deutschen Sängerin des legendären Velvet Underground…

## Kritik
„Werner Fritsch, Deutschlands tollkühnster Dichter, sucht in seinem Drei-Stunden-Höllentrip Faust Sonnengesang den Weltgeist aus Weimarer Klassik und Geistertanz. Ein TV-Großereignis für abenteuerlustige Kulturbürger beim Spartenkanal BR-alpha.“

„Mit diesem ‚Filmgedicht‘, wie Werner Fritsch seine Annäherung an den ‚Faust‘-Mythos nennt, löst sich der Schriftsteller und Filmemacher von allen bekannten Formen. Drei Stunden lang fließen Bilder von betörender Schönheit an den Augen des Betrachters vorbei und geben ihm immer wieder neue Ideen. Fritsch ist ein faustisch Suchender, der mit der Kamera um die Welt reist. So hat er in Ägypten und New York, in Norwegen und China, in Mexiko und auf einer griechischen Insel Eindrücke gesammelt. In jeder Einstellung dringt er auf den mythischen Grund des Realen vor. Die Bilder werden zu einer Schrift, die sowohl die Grenzen der Wirklichkeit als auch der Zeit überwindet.“

„Jenseits auch der konventionellen ‚Spannungs-Dramaturgie Hollywoods‘. Daraus entsteht ein psychedelischer Trip, ein Feuer-und Malstrom sich verschlingender, verschwimmender, wiedervereinigender Bilder. Felder und Wälder, Schwellen und Wellen, Körper, Hochhäuser, Abgründe, vulkanische Impressionen, alles hoch assoziativ und umrauscht von zeitgenössischen Musiken, Computertönen, Bach-Chorälen... Schauspieler*innen wie Angela Winkler, Corinna Harfouch, Irm Hermann, Herbert Fritsch, Peter Simonischek und Ulrich Matthes sprechen erdichtete Stimmen von Aphrodite bis Emmy Göring (über die Werner Fritsch einst ein Theaterstück verfasst hat), von König Midas bis Mephisto, Dante, Goethe und vieler Ahnen. Sogar Ezra Pound ist als Vorleser seiner ‚Cantos‘ zu hören.“

## Auszeichnungen
- 2013 Prix Marulić für Faust Sonnengesang[5]
- 2013 Grand Prix Nova für Faust Sonnengesang[6]